# 柿崎芽実
柿崎 芽実（かきざき めみ、2001年〈平成13年〉12月2日 - ）は、日本の元アイドルであり、女性アイドルグループ日向坂46の元メンバーである。長野県出身。

## 概歴
2001年（平成13年）12月2日に生まれる。小学4年生から3年間、ソフトボールチームに所属しており、ポジションは右翼手であった。
2016年（平成28年）5月8日、『けやき坂46 メンバーオーディション』に合格し、3日後の11日に同オーディションの合格者としてお披露目された。同年8月10日には、けやき坂46のメンバー12名全員が初めて参加し、柿崎が長濱ねると共にセンターポジションを担当した楽曲「ひらがなけやき」が収録されている欅坂46の2ndシングル『世界には愛しかない』が発売されている。同年10月28日、赤坂BLITZで開催されたけやき坂46の初単独イベント『ひらがなおもてなし会』に参加した。
2017年（平成29年）6月24日、千葉県千葉市美浜区にある幕張メッセにて行われていた「欅坂46 4thシングル『不協和音』発売記念 全国握手会」で、柿崎と平手友梨奈のペアレーンにおいて発煙筒が焚かれる事件が発生した。なお、犯人は刃わたり12.6センチの果物ナイフも所持していたため、駆けつけた警察によって銃刀法違反の現行犯で逮捕された。同年7月19日に発売された欅坂46の1stアルバム『真っ白なものは汚したくなる』に収録されている楽曲「永遠の白線」では、初の単独センターポジションを担当している。同年12月11日、『ひらがな全国ツアー 2017 FINAL! 幕張公演』での演出に組み込まれる予定であったローラースケートのリハーサル中、左手首を痛めたため病院で医師の診察を受けたところ、左橈骨遠位端骨折と診断された。このため柿崎の同公演への出演を見送ったことが発表された。また、これを受けて、欅坂46運営委員会は同公演で行われる予定であったローラースケート演出の中止を発表した。
2018年（平成30年）11月16日から25日にかけては、坂道シリーズで初めて行われた各グループを横断するプロジェクト「ザンビプロジェクト」の1つで、東京ドームシティホールで行われた舞台に、乃木坂46の久保史緒里と梅澤美波、欅坂46の菅井友香と守屋茜、けやき坂46の加藤史帆と共に出演した。
2019年（平成31年）2月11日に、自身の所属グループがけやき坂46から日向坂46に改称された。同年3月27日に発売された1stシングル表題曲「キュン」でフロントメンバーに選ばれたが、4月以降は体調不良等の影響からしばしば活動の一部を欠席することがあり、6月21日には、日向坂46の公式サイトにて、同シングルでの活動をもって日向坂46から卒業することが発表された。同年8月11日に名古屋市中小企業振興会館にて開催された「デビューシングル『キュン』発売記念 個別握手会」をもって、日向坂46のメンバーとしての活動を終了した。日向坂46からの卒業後は、芸能界から引退している。

## 人物
愛称は、めみ、めみい、スノプリ。名前の「芽実」は、植物の成長過程の中で、芽と実の間にある花を、あえて花という字を入れないことで表現しているという。
「王道アイドル」や、「柔らかなイメージを持った清純派のアイドル」などと評されている。アイドルとしての柿崎の特徴として、「ぶりっ子キャラ」が挙げられる。自身はかつて「ぶりっ子」と言われるのは嫌であったと述べているが、けやき坂46の冠番組『ひらがな推し』（テレビ東京）内の企画において、「初代・ぶりっ子女王」となるなど、「ぶりっ子キャラ」に振り切った姿勢が評価されていた。また、同じグループの「ぶりっ子キャラ」として、グループを卒業した2期生の宮田愛萌が挙げられるが、同番組内でしばしば行われた柿崎と宮田の「ぶりっ子コンビ芸」は、放送の度に話題となっていた。

### 交友関係
欅坂46に所属していた平手友梨奈と仲が良く、グループ在籍時には「てちめみ」のコンビ名があった。ブログで度々ツーショット画像が投稿されていたほか、欅坂46の7thシングル『アンビバレント』の特典映像「自撮りTV」には、2人で新江ノ島水族館を観覧する様子が収録されており、その様子が話題になっていた。
日向坂46では、1期生の高瀬愛奈と仲が良い。オーディション時から交流があり、双方が地方出身であったため、合格後はホテルで数ヶ月間を共に過ごしていたという。その後、共に出演したドラマ『Re:Mind』の撮影がきっかけで、仲が深まったと語っている。高瀬は、グループのメンバーのうち、最も一緒に過ごしたのが柿崎であるといい、「（柿崎と）おばあちゃんになるまで親友」と自身の公式ブログに綴っている。

### 嗜好・趣味
UVERworldが好きで、ライブにも足を運んでいる。好きな楽曲として、「在るべき形」「ALL ALONE」を挙げている。
好きなアニメとそのキャラクターとして、『けいおん！』の中野梓、『魔法少女まどか☆マギカ』の巴マミ、『美少女戦士セーラームーン』の月野うさぎを挙げている。柿崎は舞台『魔法少女まどか☆マギカ外伝』に出演していたが、同舞台への出演が決まった際には、喜びの言葉を述べていた。
趣味として、可愛いものを眺めることを挙げている。
クラゲとダンゴウオが好きだといい、そのうちサカサクラゲを家で飼っていたという。

### 特技
短距離走を特技として挙げている。中学3年生時に測定した記録では、50メートル走のタイムは7.5秒であったほか、握力が34kgあったといい、いずれも同世代の平均を超える数値を記録している。

### けやき坂46・日向坂46
ペンライトカラーは、    パールグリーン ×     パールグリーン。
キャッチフレーズは、「けやき坂46の仏人形」。
けやき坂46・日向坂46の1期生では最年少のメンバーで、中学3年生の時にグループへ加入している。
『けやき坂46 メンバーオーディション』に応募した理由として、乃木坂46が好きであったことを最も大きな理由として挙げているが、『鳥居坂46 1期生メンバーオーディション』に応募しなかったことに対し、後悔していたことも理由の1つとして挙げていた。

#### 楽曲・ユニット
けやき坂46・日向坂46の楽曲のうち、センターポジションを担当しているものは、「ひらがなけやき」「誰よりも高く跳べ！」「永遠の白線」の3曲である。
楽曲を持つユニットとしては、佐々木美玲との「三輪車に乗りたい」を歌唱するユニット「フランスパン」がある。また、楽曲を持たないユニットとしては、加藤史帆との「ざきし」、高瀬愛奈との「めみふぃ」、東村芽依との「めめコンビ」などがある。

## 作品

### シングル
けやき坂46
- ひらがなけやき（2016年8月10日、SRCL-9153）- EAN 4988009130866。
- 誰よりも高く跳べ!（2016年11月30日、SRCL-9269/70）- EAN 4547366279382。
- W-KEYAKIZAKAの詩（2017年4月5日、SRCL-9394/402）- EAN 4547366301281。
- 僕たちは付き合っている（2017年4月5日、SRCL-9400/1）- EAN 4547366301281。
- それでも歩いてる（2017年10月25日、SRCL-9583/4）- EAN 4547366331646。
- NO WAR in the future（2017年10月25日、SRCL-9583/4）- EAN 4547366331646。
- イマニミテイロ（2018年3月7日、SRCL-9738/9）- EAN 4547366350272。
- ハッピーオーラ（2018年8月15日、SRCL-9924/5）- EAN 4547366371086。
- 君に話しておきたいこと（2019年2月27日、SRCL-9985/6）- EAN 4547366383324。
- 抱きしめてやる（2019年2月27日、SRCL-9985/6）- EAN 4547366383324。

日向坂46
- キュン（2019年3月27日、SRCL-11121/7）- EAN 4547366399219。
- JOYFUL LOVE（2019年3月27日、SRCL-11121/7）- EAN 4547366399219。
- 耳に落ちる涙（2019年3月27日、SRCL-11121/2）- EAN 4547366399219。
- ときめき草（2019年3月27日、SRCL-11125/6）- EAN 4547366399233。

### アルバム
欅坂46
- 真っ白なものは汚したくなる（2017年7月19日、SRCL-9482/8）- EAN 4547366318470。

けやき坂46
- 走り出す瞬間（2018年6月20日、SRCL-9825/9）- EAN 4547366358575。

日向坂46
- ひなたざか（2020年9月23日、SRCL-11580/4）- EAN 4547366470109。

### 映像作品
- けやき坂46（2016年11月30日）- EAN 4547366279399。
- 柿崎芽実・佐々木美玲（2017年4月5日）- EAN 4547366301250。
- グループ発展祈願の旅 〜埼玉編〜（2017年10月25日）- EAN 4547366331660。
- けやき坂46 1期生特典映像（2018年3月7日）- EAN 4547366350289。
- ひらがな武道館 〜Day3 Special Selection〜（2018年6月20日）- EAN 4547366358575。
- ひらがな全国ツアー2017 Live&Documentary（2018年6月20日）- EAN 4547366358582。
- KEYABINGO!3（2018年6月29日）- EAN 4988021715874、EAN 4988021146951。
- Re:Mind（2018年7月4日）- EAN 4517331041733、EAN 4517331041726。
- 平手友梨奈×柿崎芽実 自撮りTV（2018年8月15日）- EAN 4547366371109。
- KEYABINGO!4 ひらがなけやきって何?（2018年11月9日）- EAN 4988021716512、EAN 4988021147545。
- マギアレコード 魔法少女まどか☆マギカ外伝（2019年2月27日）- EAN 4534530114068、EAN 4534530114075。
- けやき坂46ストーリー 〜ひなたのほうへ〜（2019年3月27日）- EAN 4547366399233。
- 舞台「ザンビ」（2019年5月31日）- EAN 4988021759489、EAN 4988021158602。
- HINABINGO!（2019年11月22日）- EAN 4988021717656、EAN 4988021148740。
- 日向坂46デビューカウントダウンライブ!! in 横浜アリーナ 〜けやき坂46 LAST LIVE〜（2020年9月23日）- EAN 4547366470109。
- 日向坂46デビューカウントダウンライブ!! in 横浜アリーナ 〜日向坂46 FIRST LIVE〜（2020年9月23日）- EAN 4547366470116。
- 3年目のデビュー（2021年1月20日）- EAN 4517331070719、EAN 4517331070726。
- ひらがな推し「としちゃんと愉快な仲間たち編」（2021年3月31日）- EAN 4547366499780。
- ひらがな推し「京子さん、何してんですか編」（2021年3月31日）- EAN 4547366499803。
- ひらがな推し「日向のバラエティ女王誕生編」（2021年3月31日）- EAN 4547366499810。
- ひらがな推し「パンの鉄砲を撃ちますよ編」（2021年3月31日）- EAN 4547366499797。
- ひらがな推し「あだ名がおたけになりました編」（2021年3月31日）- EAN 4547366499773。
- ひらがな推し「初ガツオを推すしかない編」（2022年1月1日）- EAN 4547366540796。
- ひらがな推し「好きな人いるの?ニブだよ編」（2022年1月1日）- EAN 4547366540772。
- ひらがな推し「ヘビーリトルトゥース誕生編」（2022年1月1日）- EAN 4547366540765。
- ひらがな推し「埼玉と春日が生んだ怒涛の起爆剤編」（2022年1月1日）- EAN 4547366540789。
- ひらがな推し「いつでもどこでも変化球編」（2022年1月1日）- EAN 4547366540758。
- 希望と絶望（2022年12月21日）- EAN 4550450021729、EAN 4550450021736。
- 日向坂で会いましょう「加藤史帆のバーベキューで会いましょう」（2023年1月1日）- EAN 4547366595888。
- 日向坂で会いましょう「丹生明里の団体戦で会いましょう」（2023年1月1日）- EAN 4547366595925。
- ひらがなくりすます2018 & ひなくり2019〜2022 Complete Box（2023年12月24日）- EAN 4547366655889。
- BEST MUSIC VIDEO COLLECTION 2015-2024（2024年12月3日）- EAN 4547366713909。

## 出演

### ドラマ
- Re:Mind（2017年10月20日 - 12月29日、テレビ東京）- 柿崎芽実 役[52]。

### 教育番組
- NHK高校講座 社会と情報（2019年4月18日・5月2日、NHK Eテレ。出演分は2022年までリピート放送あり）[53]

### 舞台
- あゆみ（2018年4月20日 - 5月6日、アイア 2.5 シアタートーキョー） - チームカスタネット[54]。
- マギアレコード 魔法少女まどか☆マギカ外伝（2018年8月24日 - 9月9日、TBS赤坂ACTシアター）- 環いろは 役[55]。
- ザンビ（2018年11月16日 - 25日、TOKYO DOME CITY HALL）- 本宮佳蓮 役[14][56]。